# Nephrocerus flavicornis
Nephrocerus flavicornis – gatunek muchówki z podrzędu krótkoczułkich i rodziny Pipunculidae.
Gatunek ten opisany został w 1844 roku przez Johana Wilhelma Zetterstedta.
Muchówka o ciele długości od 6,5 do 7 mm. Głowa jej ma srebrzyście opylone twarz i czoło. Czułki są żółte z czarną odsiebną częścią biczyka. Żółty tułów ma brunatny wzór na śródpleczu i brunatną plamę u nasady tarczki. Krawędź tarczki zaopatrzona jest w 4 długie szczecinki. Skrzydła są nieco przydymione. Przezmianki i całe odnóża ubarwione są żółto. Od pięciu do siedmiu długich szczecin występuje na końcowych członach stóp. Tylna para odnóży ma golenie z rzędami długich szczecin.
Owad europejski, znany z Francji, Wielkiej Brytanii, Szwecji, Finlandii, Belgii, Holandii, Niemiec, Szwajcarii, Danii, Polski, Słowacji, Węgier i Łotwy.  Owady dorosłe są aktywne od czerwca do lipca.